# Caroline Harrisonová
Caroline Lavinia Scottová Harrisonová (1. října 1832, Oxford, Ohio – 25. října 1892, Bílý dům) byla manželkou 23. prezidenta USA Benjamina Harrisona a do své smrti v roce 1892 vykonávala funkci první dámy USA, kde ji vystřídala její dcera Mary Harrisonová McKeeová.